# Joey King
Joey Lynn King (Los Angeles, 30 de julho de 1999) é uma atriz norte-americana. Ela ganhou reconhecimento pela primeira vez por interpretar Ramona Quimby no filme de comédia Ramona and Beezus (2010) e, desde então, ganhou maior reconhecimento por seu papel principal em The Kissing Booth (2018) e em suas duas sequências The Kissing Booth 2 (2020) e The Kissing Booth 3 (2021). King foi aclamada pela crítica por seu papel na série de drama criminal The Act (2019), pelo qual foi indicada ao Primetime Emmy Award e ao Globo de Ouro.

## Início da vida
King nasceu em Los Angeles, Califórnia, filha de Terry e Jamie King. King começou a atuar profissionalmente aos 4 anos de idade, começando com um comercial para a Life Cereal. Ela também esteve em comerciais para AT&T, Kay Jewelers e Eggo. King frequentou a Phoenix Ranch School em Simi Valley. Quando criança, King cantou a cappella para um show de talentos no Simi Valley Cultural Arts Center. Ela também se apresentou com o Stage Door Children's Theatre em Agoura. Ela tem duas irmãs mais velhas, as atrizes Kelli King e Hunter King. Ela afirmou que é "parte judia e parte cristã, mas eu sou principalmente judia".

## Carreira
King fez sua estreia no cinema no filme Reign Over Me como a filha do personagem principal. Ela então dublou a bola de pêlo amarela Katie no filme de animação Horton Hears a Who! (2008) e Beaver em Ice Age: Dawn of the Dinosaurs (2009). Ela também apareceu em Quarentine (2008). Em 2010, ela estrelou a série Ghost Whisperer. Ela também se destacou em The Suite Life of Zack & Cody como Emily Mason em dois episódios. Outras aparições na televisão incluem Entourage, CSI: Crime Scene Investigation, Medium e Life in Pieces.
O primeiro papel principal de King foi no filme de 2010 Ramona and Beezus, uma adaptação da série de livros de Beverly Cleary, estrelando como Ramona Quimby. Ela também lançou um single para o filme chamado "Ramona Blue".
King foi destaque em Battle: Los Angeles, onde interpretou uma garota chamada Kirsten. Também em 2011, ela coestrelou Crazy, Stupid, Love. Além disso, ela apareceu no videoclipe "Mean" de Taylor Swift como uma jovem estudante no refeitório da escola rejeitada por seus colegas.
King teve um papel no terceiro filme do Batman de Christopher Nolan, The Dark Knight Rises (2012), como Talia al Ghul jovem. Ela também filmou a série de comédia de curta duração Bent, teve participações especiais em New Girl e esteve no episódio final de The Haunting Hour: The Series, "Goodwill Towards Men". Em 2013, King apareceu em Oz: The Great and Powerful, White House Down, Family Weekend e The Conjuring. Em 2014, ela apareceu em Wish I Was Here, assim como em Fargo como Greta Grimly, filha do policial Gus Grimly.
Em 2016, King foi escalada para o drama sobre amadurecimento The Possibility of Fireflies. Ela interpretou a personagem principal Clare no filme de terror e suspense de 2017 Wish Upon. Ela também teve um papel em Slender Man, que foi lançado em 2018. Ela também protagonizou o filme de 2018 do gênero suspense The Lie, que é a primeira parcela da série de filmes Welcome to the Blumhouse.
Em 2018, ela estrelou como Elle Evans na comédia romântica adolescente da Netflix The Kissing Booth.  Ela reprisou o papel na sequência The Kissing Booth 2, lançado em 2020, e em The Kissing Booth 3, que foi lançado em 11 de agosto de 2021. Ela também participou do videoclipe da música "Sue Me" da atriz e cantora Sabrina Carpenter.
Em 2019, ela estrelou a série de antologia criminal The Act da Hulu. King foi escalada como Gypsy Rose Blanchard, um papel que exigiu que ela raspasse sua cabeça pela terceira vez em sua carreira. Ela também apareceu na quarta temporada da comédia da CBS Life in Pieces como Morgan.
King é representada pelo agente de talentos Dan Spilo. Em agosto de 2020, ela assinou um contrato com a Hulu para produzir conteúdos televisivos no serviço. Em julho de 2021, sua produtora All The King's Horses fechou um acordo com a Netflix.

## Vida pessoal
King começou um relacionamento com o produtor/diretor Steven Piet em setembro de 2019 depois que eles se conheceram no set de The Act. Eles ficaram noivos em fevereiro de 2022, e se casaram em setembro de 2023.

## Filmografia

### Cinema
| Ano  | Filme                          | Papel                                       | Notas                                         |
| ---- | ------------------------------ | ------------------------------------------- | --------------------------------------------- |
| 2007 | Reign Over Me                  | Gina Fineman                                | Não creditada                                 |
| 2008 | Horton Hears a Who!            | Katie                                       | Voz                                           |
| 2008 | Quarantine                     | Briana                                      |                                               |
| 2009 | Ice Age: Dawn of the Dinosaurs | Beaver girl                                 | Voz                                           |
| 2010 | Ramona and Beezus              | Ramona Quimby                               |                                               |
| 2011 | Battle: Los Angeles            | Kirsten                                     |                                               |
| 2011 | Crazy, Stupid, Love            | Molly Weaver                                |                                               |
| 2012 | The Dark Knight Rises          | Talia al Ghul (jovem)                       |                                               |
| 2013 | The Conjuring                  | Christine Perron                            |                                               |
| 2013 | Family Weekend                 | Lucinda Smith-Dungy                         |                                               |
| 2013 | Oz the Great and Powerful      | Garota chinesa / Garota em cadeira de rodas |                                               |
| 2013 | White House Down               | Emily Cale                                  |                                               |
| 2014 | The Boxcar Children            | Jessie                                      | Voz                                           |
| 2014 | The Sound and the Fury         | Miss Quentin                                |                                               |
| 2014 | Wish I Was Here                | Grace Bloom                                 |                                               |
| 2015 | Borealis                       | Aurora                                      |                                               |
| 2015 | Stonewall                      | Phoebe Winters                              |                                               |
| 2016 | Independence Day: Resurgence   | Samantha "Sam" Blackwell                    |                                               |
| 2017 | Going in Style                 | Brooklyn Harding                            |                                               |
| 2017 | Smartass                       | Freddie                                     |                                               |
| 2017 | Wish Upon                      | Clare Shannon                               |                                               |
| 2018 | The Kissing Booth              | Rochelle "Elle" Evans                       |                                               |
| 2018 | The Lie                        | Kayla Logan                                 | Parte da antologia Welcome to the Blumhouse   |
| 2018 | Radium Girls                   | Bessie Cavallo                              |                                               |
| 2018 | Slender Man                    | Wren                                        |                                               |
| 2018 | Summer '03                     | Jamie Winkle                                |                                               |
| 2019 | Zeroville                      | Zazi                                        |                                               |
| 2020 | The Kissing Booth 2            | Rochelle "Elle" Evans                       | Também como produtora executiva               |
| 2021 | The Kissing Booth 3            | Rochelle "Elle" Evans                       | Também como produtora executiva               |
| 2022 | The In Between                 | Tessa                                       | Também como produtora executiva               |
| 2022 | The Princess                   | A Princesa                                  | Também como produtora executiva               |
| 2022 | Bullet Train                   | Prince                                      |                                               |
| 2024 | A Family Affair                | Zara Ford                                   | Também como produtora executiva               |
| 2024 | The Uglies                     | Tally Youngblood                            | Pós-produção; também como produtora executiva |

### Televisão
| Ano       | Título                               | Papel                           | Notas                                                             |
| --------- | ------------------------------------ | ------------------------------- | ----------------------------------------------------------------- |
| 2006      | Malcolm in the Middle                | Garota na festa                 | Episódio: "Mono"                                                  |
| 2006      | The Suite Life of Zack & Cody        | Emily Mason                     | Episódios: "Day Care", "Books and Birdhouses"                     |
| 2006–2007 | Jericho                              | Sally                           | 3 episódios                                                       |
| 2007      | Avenging Angel                       | Amelia                          | Telefilme                                                         |
| 2007      | Backyards & Bullets                  | Junie Garrison                  | Telefilme                                                         |
| 2007      | Entourage                            | Chuck Liddell's daughter        | Episódio: "Adios Amigos"                                          |
| 2007–2008 | CSI: Crime Scene Investigation       | Garotinha / Nora Rowe           | Episódios: "Living Doll", "Woulda, Coulda, Shoulda"               |
| 2008      | Medium                               | Kelly Mackenzie (8 anos)        | Episódio "Drowned World"                                          |
| 2008      | Projeto sem título de Liz Meriwether | Lucy                            | Piloto não exibido                                                |
| 2009      | Anatomy of Hope                      | Lucy Morgan                     | Telefilme                                                         |
| 2010      | Elevator Girl                        | Paige                           | Telefilme                                                         |
| 2010      | Ghost Whisperer                      | Cassidy                         | Episódios: "Old Sins Cast Long Shadows", "The Children's Parade"  |
| 2011      | Bent                                 | Charlie Meyers                  | Papel principal                                                   |
| 2011      | Survivor: South Pacific              | Ela mesma                       | Episódio: Reunion                                                 |
| 2012      | New Girl                             | Brianna                         | Episódio: "Bully"                                                 |
| 2013–2014 | The Haunting Hour: The Series        | Carla / Missy Jordan            | Episódios: "Seance", "Goodwill Toward Men"                        |
| 2014–2015 | Fargo                                | Greta Grimly                    | 1ª temporada: recorrente, 2ª temporada: participação; 9 episódios |
| 2014      | American Dad!                        | (voz)                           | Episódio: "Familyland"                                            |
| 2014      | Outlaw Prophet: Warren Jeffs         | Elissa Wall                     | Telefilme                                                         |
| 2016      | The Flash                            | Frankie Kane / Magenta          | Episódio: "Magenta"                                               |
| 2016      | Robot Chicken                        | Polly Pocket / Draculaura (voz) | Episódio: "Yogurt in a Bag"                                       |
| 2016      | Tween Fest                           | Maddisyn Crawford               | Papel principal                                                   |
| 2019      | The Act                              | Gypsy Blanchard                 | Papel principal                                                   |
| 2019      | Life in Pieces                       | Morgan                          | 3 episódios                                                       |
| 2020      | The Simpsons                         | Addy (voz)                      | Episódio: "The Hateful Eight-Year-Olds"                           |
| 2020      | Home Movie: The Princess Bride       | Grandson                        | Episódio: "Ultimate Suffering"                                    |
| 2020      | Group Chat with Annie & Jayden       | Ela mesma                       | Episódio: "Would You Rather Kiss"                                 |
| 2020      | Creepshow                            | Blake (voz)                     | Episódio: "A Creepshow Animated Special"                          |
| 2020      | MTV Video Music Awards de 2020       | Ela mesma                       | Apresentadora                                                     |
| 2021      | Calls                                | Skylar (voz)                    | Episódio: "Mom"                                                   |
| 2021      | Nailed It!                           | Ela mesma                       | Episódio: "Travel Dos and Donuts"                                 |
| 2022      | Hamster & Gretel                     | Fred (voz)                      | Elenco principal                                                  |

### Videogames
| Ano  | Título                  | Papel          |
| ---- | ----------------------- | -------------- |
| 2018 | Madden NFL 19: Longshot | Loretta Cruise |

### Videoclipes
| Ano  | Música          | Artista                          |
| ---- | --------------- | -------------------------------- |
| 2010 | "Ramona Blue"   | Ela mesma (com Kelli King)       |
| 2011 | "Mean"          | Taylor Swift                     |
| 2018 | "Sue Me"        | Sabrina Carpenter                |
| 2019 | "Tongue Tied"   | Marshmello, Yungblud & Blackbear |
| 2023 | "I Can See You" | Taylor Swift                     |

## Prêmios e indicações

#### Emmy Awards
| Ano  | Categoria                               | Indicação | Notas    |
| ---- | --------------------------------------- | --------- | -------- |
| 2019 | Melhor Atriz em Minissérie ou Telefilme | The Act   | Indicado |

#### Globo de Ouro
| Ano  | Categoria                               | Indicação | Notas    |
| ---- | --------------------------------------- | --------- | -------- |
| 2020 | Melhor Atriz em Minissérie ou Telefilme | The Act   | Indicado |

#### SAG Awards
| Ano  | Categoria                               | Indicação | Notas    |
| ---- | --------------------------------------- | --------- | -------- |
| 2020 | Melhor Atriz em Minissérie ou Telefilme | The Act   | Indicado |

#### Critics' Choice Television Awards
| Ano  | Categoria                               | Indicação | Notas    |
| ---- | --------------------------------------- | --------- | -------- |
| 2020 | Melhor Atriz em Minissérie ou Telefilme | The Act   | Indicado |

No Festival Internacional de Cinema de Vancouver de 2015, o júri de recursos da Canadian Images fez uma menção honrosa reconhecendo King como Atriz Emergente por sua atuação em Borealis.